# Corvo (Açores)

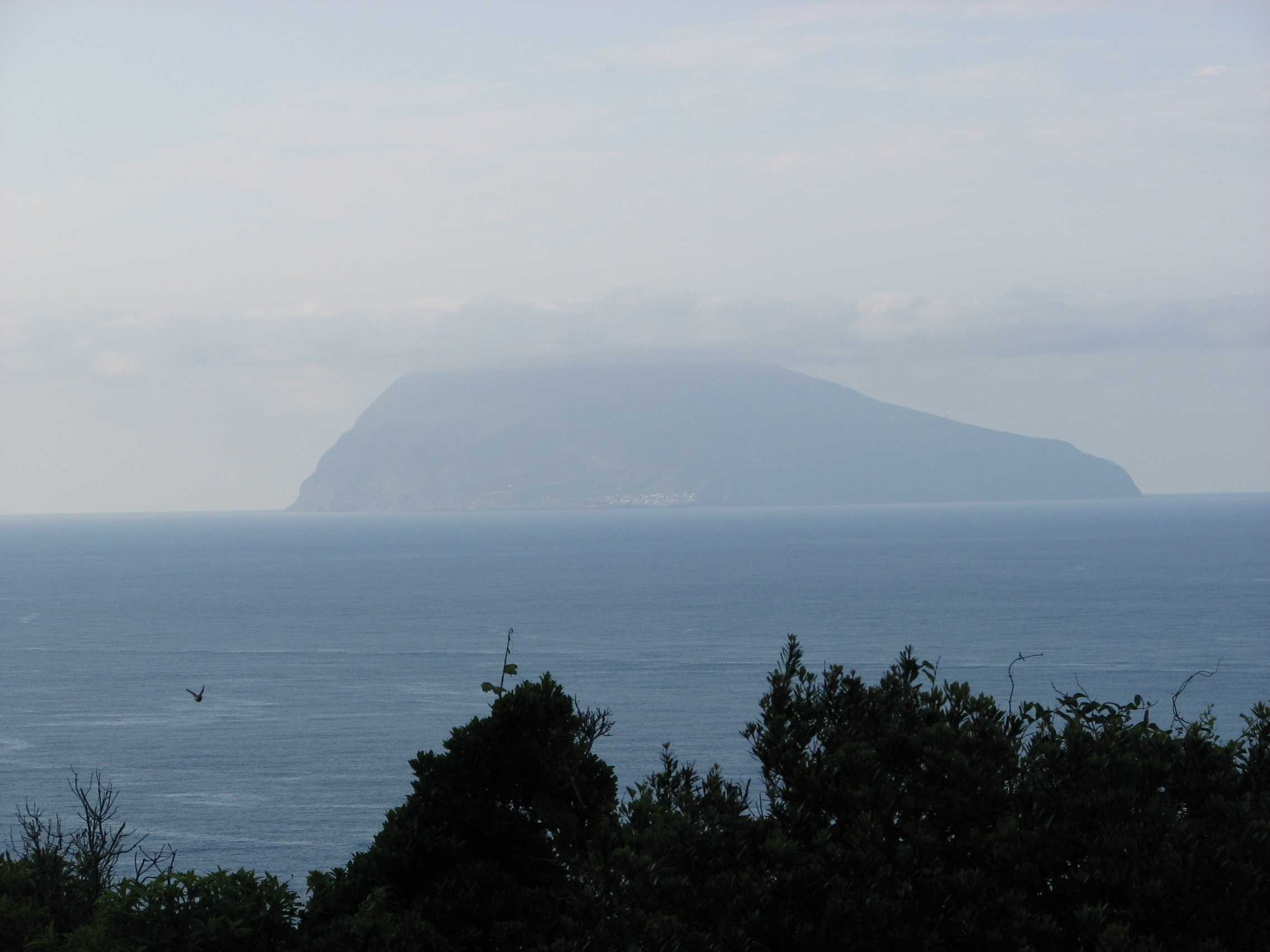
A ilha do Corvo vista do Miradouro do Caimbro, costa nordeste da ilha das Flores.

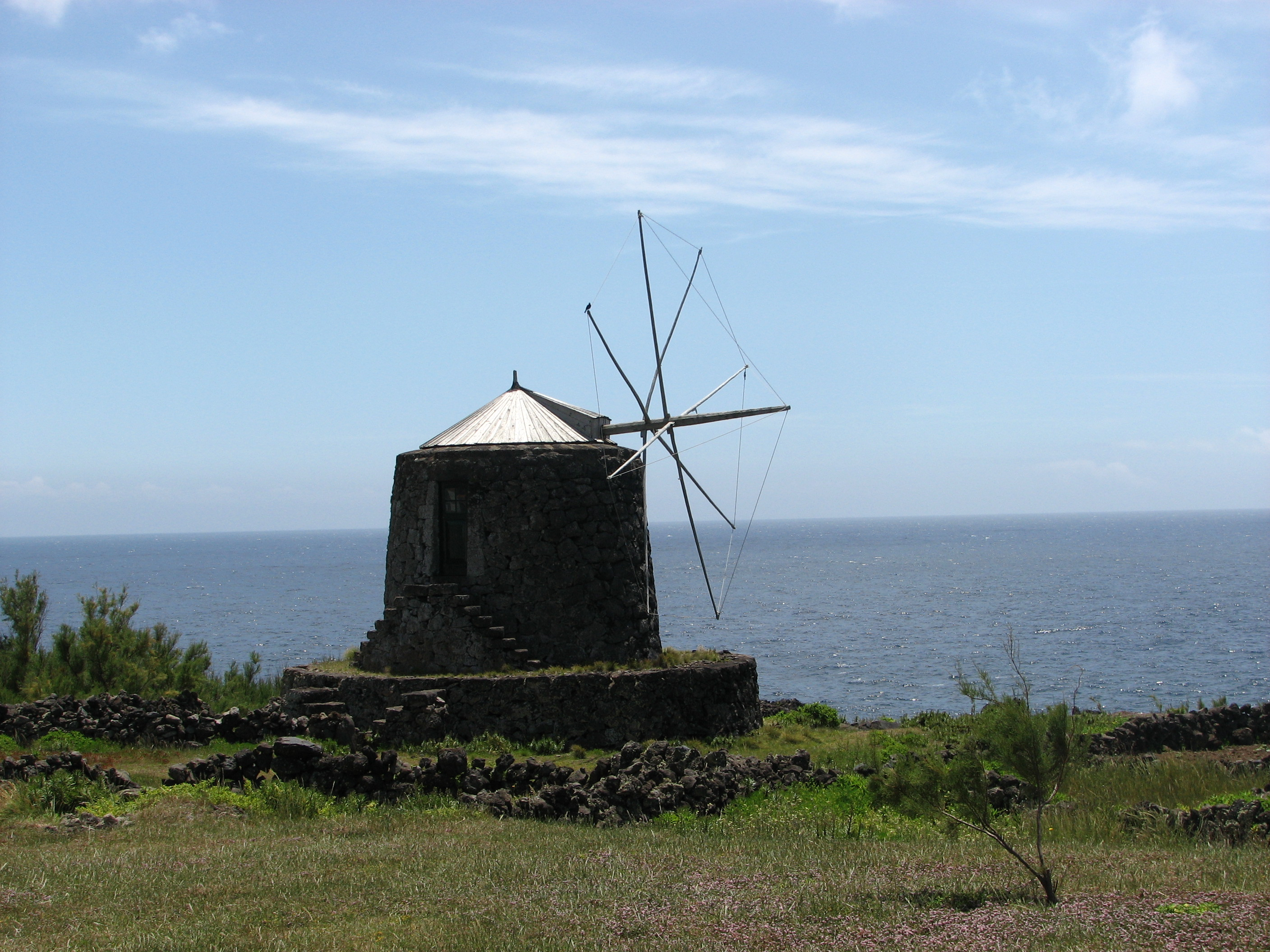
Um dos moinhos de vento tradicionais da ilha do Corvo (classificado como imóvel de interesse municipal).

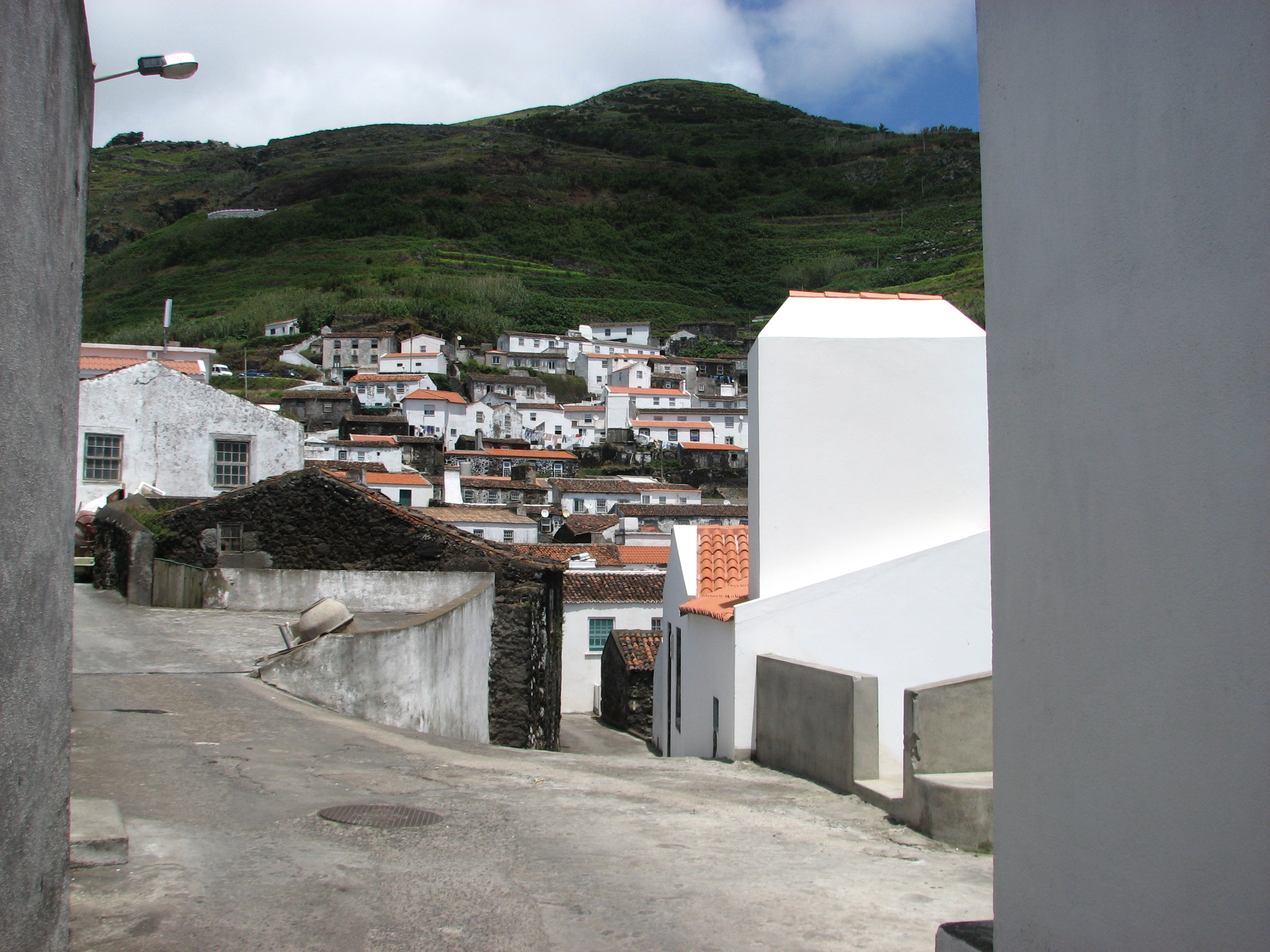
Umas das ruas principais da Vila do Corvo.

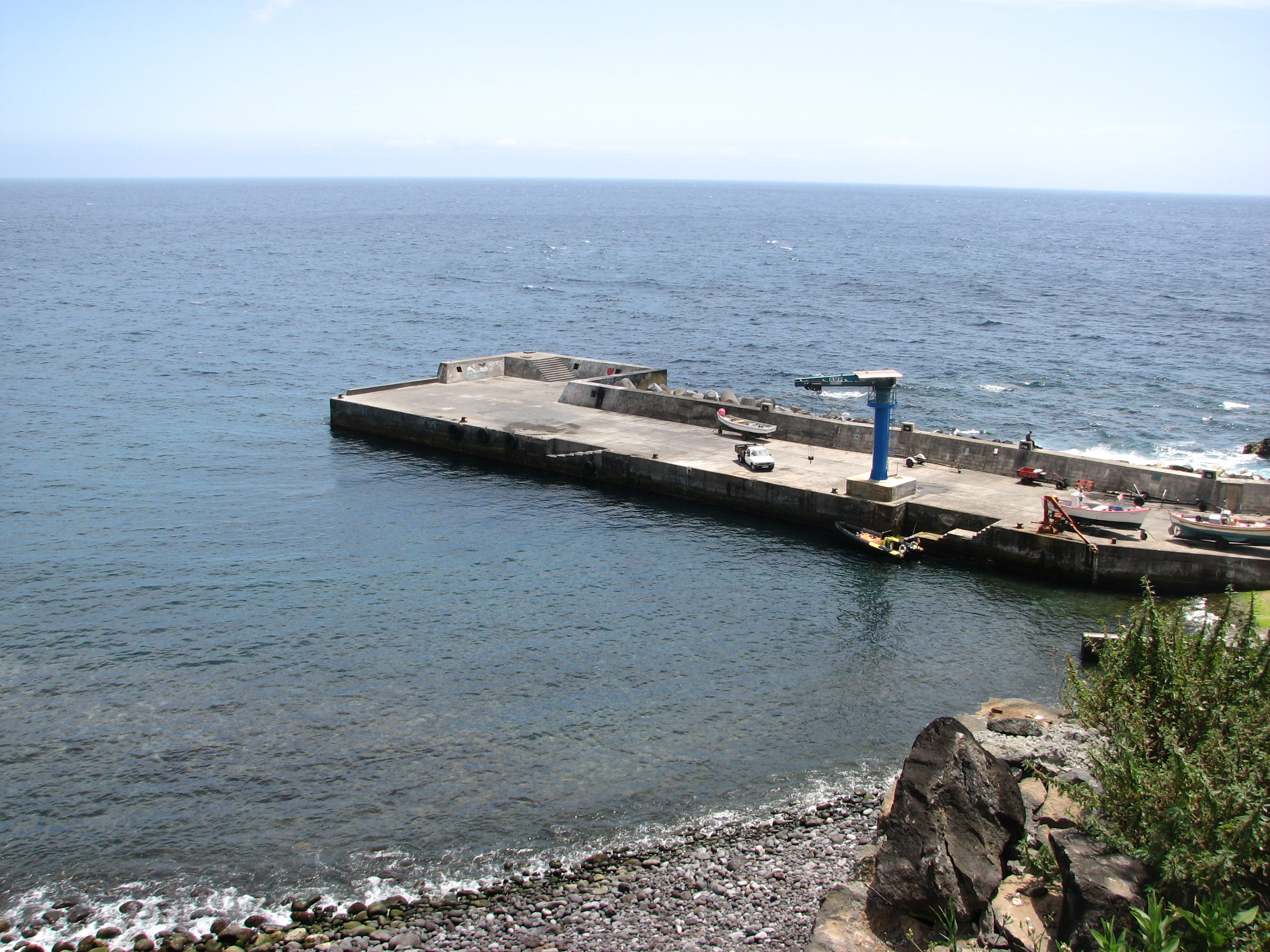
O Porto da Casa, o cais comercial da ilha do Corvo.

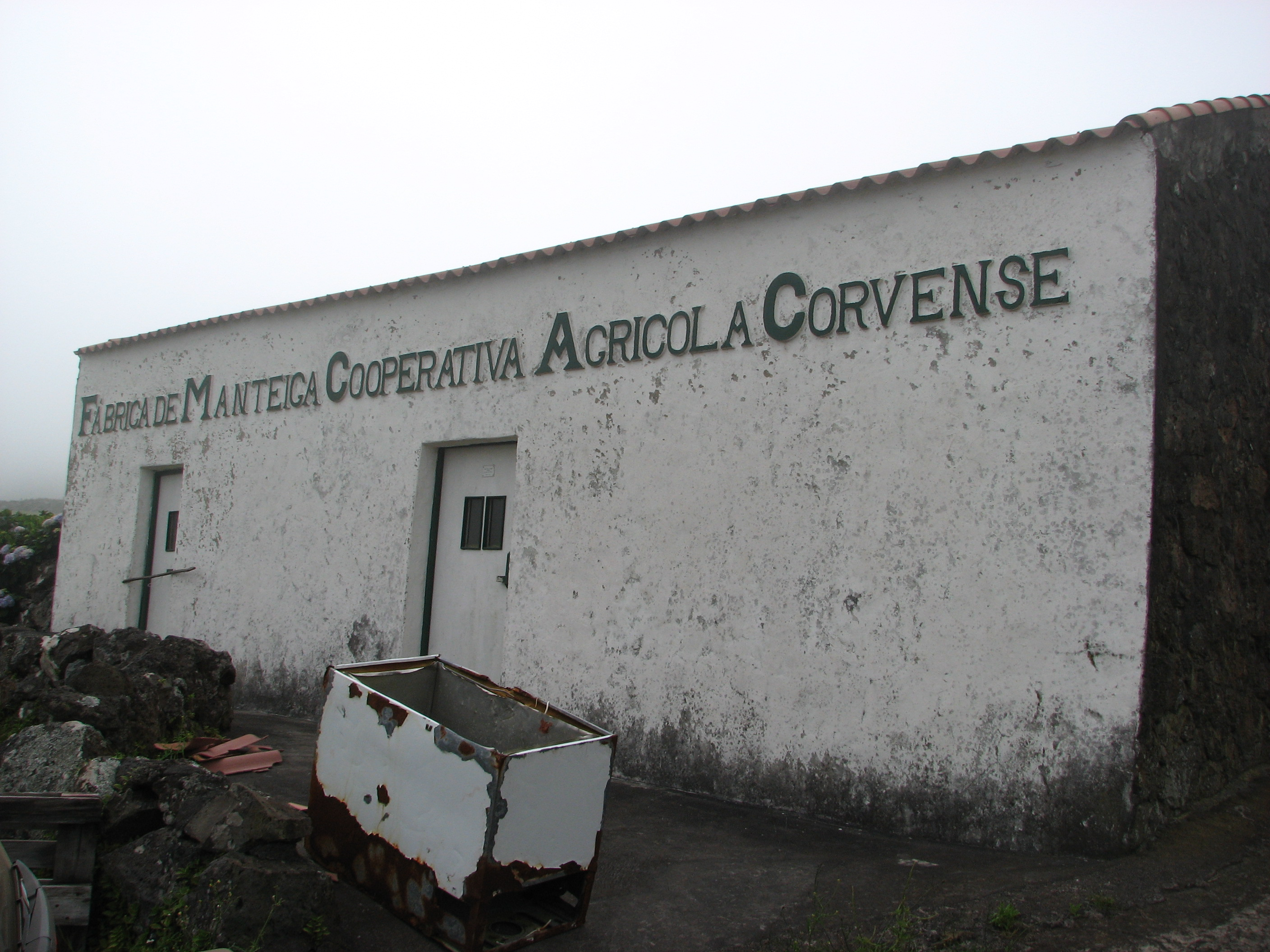
A antiga fábrica de manteiga da extinta Cooperativa Agrícola Corvense.

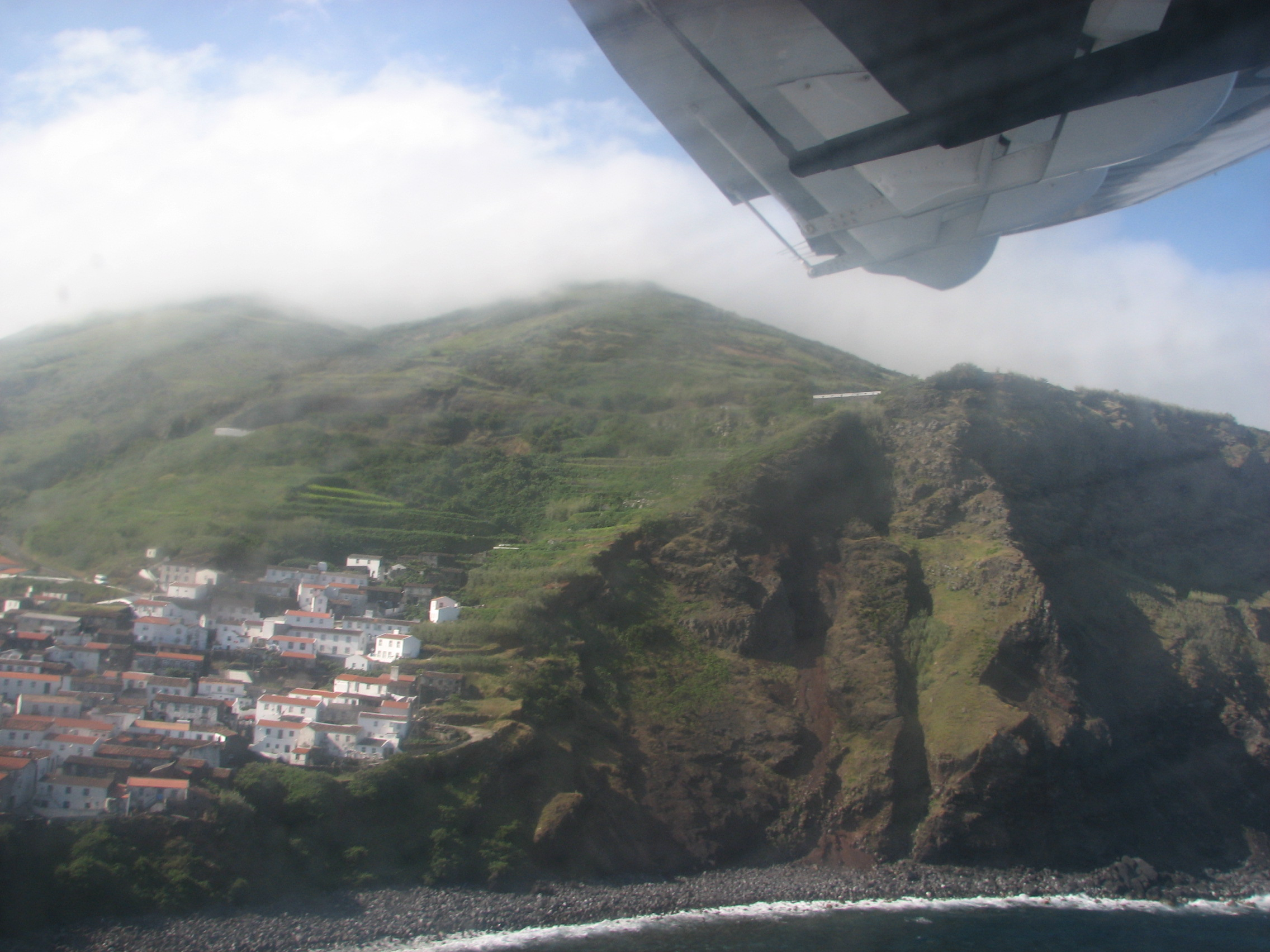
A costa sueste do Corvo à descolagem da pista 12 do aeródromo do Corvo.

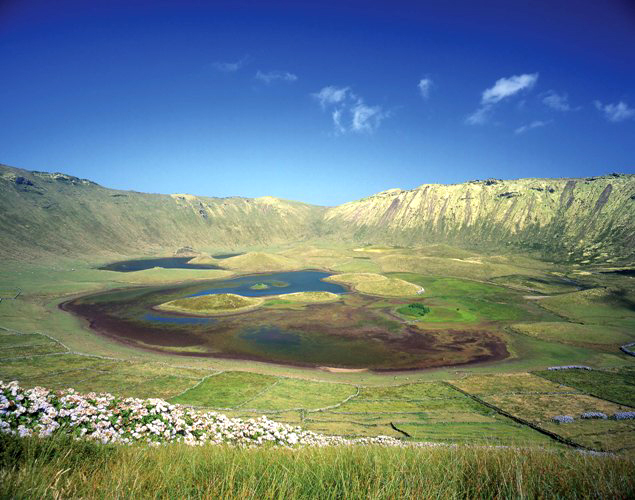
A Lagoa do Caldeirão alojada na cratera vulcânica.

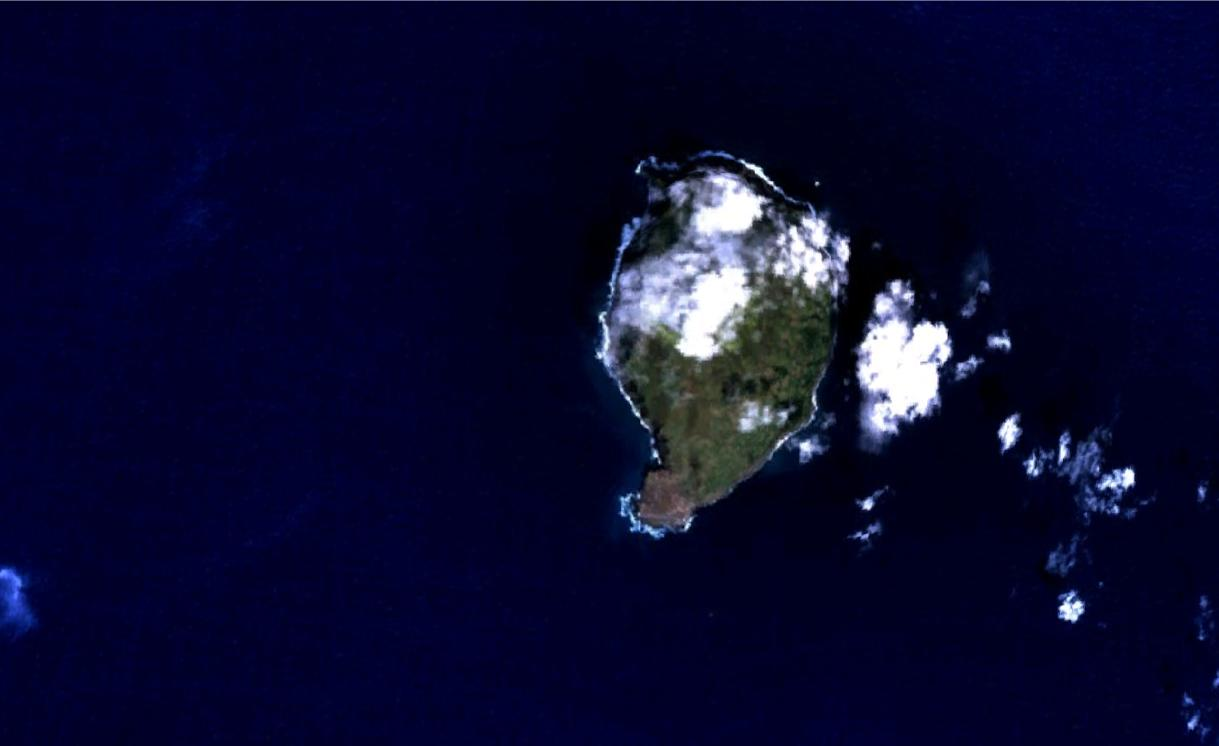
Imagem obtida por satélite da ilha do Corvo (Landsat).

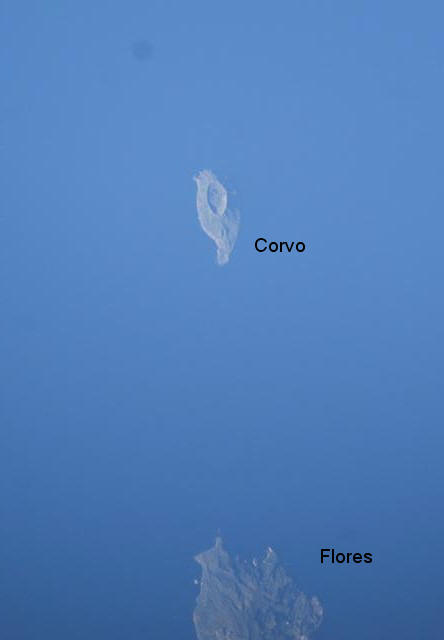
Ilha do Corvo e a parte norte da ilha das Flores. Foto tirada de bordo de um Space Shuttle da NASA.

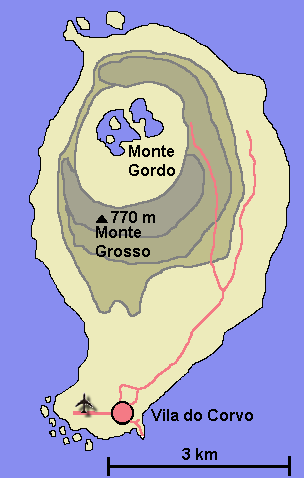
Mapa da ilha do Corvo.

A ilha do Corvo é a menor das ilhas do Arquipélago dos Açores, localizando-se no Grupo Ocidental, sobre a Placa Norte-Americana, a norte da Ilha das Flores. Tem 17,21 km² de área e 435 habitantes (2023). A sua densidade populacional é 25,3 hab./km².
À ilha corresponde territorialmente o município do Corvo com sede na Vila do Corvo, o único dos municípios da República Portuguesa que não tem qualquer freguesia, já que, nos termos do artigo 136.º do Estatuto Político-Administrativo da Região Autónoma dos Açores, este nível de divisão territorial não existe na ilha. As funções dos órgãos de freguesia são assumidos pelos correspondentes órgãos municipais.

## Geografia
A ilha ocupa uma superfície total de 17,13 km², com 6,5 km de comprimento por 4 km de largura. Situa-se a 39º 40’ de latitude Norte e 31° 05’ de longitude Oeste. Se for considerada parte da América do Norte insular, devido ao facto de se situar sobre a Placa Norte-Americana, terá um dos pontos mais orientais do continente americano.
Dista da ilha das Flores, de Santa Cruz das Flores 13 milhas e 10 milhas náuticas de Ponta Delgada (Santa Cruz das Flores). É formada por uma única montanha vulcânica extinta – o Monte Gordo, coroado com uma ampla cratera de abatimento chamada localmente de Caldeirão, com 3,7 km de perímetro e 300 metros de profundidade e onde se aloja a Lagoa do Caldeirão. Nela se podem observar várias lagoas, turfeiras e pequenas "ilhotas", duas compridas e cinco redondas. O ponto mais alto da ilha é o Estreitinho no rebordo sul do Caldeirão, com 720 metros de altura acima do nível médio do mar. Além desta elevação destacam-se ainda: o Morro dos Homens, a Lomba Redonda, a Coroa do Pico, o Morro da Fonte, o Espigãozinho e o Serrão Alto.
Todo o litoral é alto e escarpado, constituindo o cone central do vulcão, com excepção da parte Sul, onde numa fajã lávica se estabeleceu a Vila do Corvo, a única povoação da ilha. A escarpa oeste, com uma falésia quase vertical com cerca de 700 m de altura sobre o oceano, é uma das maiores elevações costeiras existentes no Atlântico.
As terras imediatamente em redor da única povoação da ilha e uma pequena zona abrigadas na costa leste (as Quintas e Fojo) são as únicas em que é possível praticar a agricultura e manter algumas árvores de fruto. As melhores pastagens para o gado ficam mais para norte, nas chamadas Terras Altas.
Na enseada sul, denominada Enseada de Nossa Senhora do Rosário, existem três cais de desembarque – o Porto Novo (não usado), o Porto do Boqueirão e o Porto da Casa, o maior e o único utilizado no tráfego comercial. O Portinho da Areia, no extremo oeste da pista do aeroporto, é o único areal da ilha e a sua principal zona balnear.
O clima é húmido, com 915,7 mm de precipitação média anual, mas ameno, embora ventoso, com temperatura média anual de 17,6 °C na Vila, com temperaturas médias mensais que variam entre os 14 °C em Fevereiro e 20 °C em Agosto. Nas zonas altas os nevoeiros são quase permanentes. A agitação marítima, particularmente do quadrante oeste, é muito elevada, resultando numa elevada erosão costeira.
A humidade relativa do ar oscila entre 74% em Outubro e 85% em Junho, o mês em que os nevoeiros são mais frequentes ("nevoeiros do São João").

### Geologia
A ilha localiza-se sobre a placa tectónica norte americana, a oeste do rifte da Crista Média Atlântica (sigla CMA), edificada sobre fundo oceânico com cerca de 10 milhões de anos. As ilhas das Flores e do Corvo emergem do mesmo banco submarino, de orientação NNE-SSO. A sua tectónica é controlada por falhas orientadas aproximadamente Norte-Sul, paralelas à Crista Média Atlântica e por falhas transformantes com direcção Oeste-Este, que segmentam o vale do rifte. A ilha corresponde a um vulcão do tipo central, que começou a emergir há cerca de 730 mil anos. O colapso da cratera terá ocorrido há 430 mil anos. Antes da formação da cratera, estima-se que o cone central teria cerca de 1 000 metros de altitude.
Aliado à erosão marinha, a ilha enfrenta erosão provocada pelos ventos dominantes de nordeste e oeste. As vertentes do vulcão encontram-se parcialmente preservadas nos flancos Sul e Leste (com altitudes entre 150 a 250 metros), muito reduzidas pelo recuo das arribas litorais a norte e completamente ausentes a oeste (com altitudes entre 500 a 700 metros). O recuo das arribas já alcançou o bordo oeste da caldeira. Na vertente sul, sobressaem cones secundários – Coroínha, Morro da Fonte, Grotão da Castelhana e Coroa do Pico – que se encontram bem preservados da acção erosiva, responsáveis pelo derrames basálticos que formaram a fajã lávica (com altitudes entre 10 a 60 metros).
A extremidade noroeste da ilha constitui a Ponta Torrais, saliente e notável, em espinhaço aguçado e com cristas pontiagudas, tendo na sua face norte um pequeno ilhéu cónico, o ilhéu dos Torrais. Na costa norte e noroeste existe outro pequeno ilhéu, o Ilhéu do Torrão, e alguns recifes submersos perigosos para a navegação.

## História

### Descoberta e povoamento
Nos mapas genoveses do século XIV, nomeadamente o Portulano Mediceo Laurenziano (1351), é mencionada a "Insula Corvi Marini" (Ilha do Corvo Marinho) entre as sete ilhas que compunham o arquipélago, embora seja improvável que essa designação se refira especificamente à atual ilha do Corvo, ainda que possa ter sido a origem do seu nome. É possível que fosse uma designação para ambas as ilhas do atual Grupo Ocidental do Arquipélago dos Açores – Flores e Corvo –, como parece ser o caso no chamado Atlas Catalão, (c. 1375).
Na fase de exploração portuguesa do Atlântico sabe-se que foi Diogo de Teive quem achou as ilhas do Grupo Ocidental, no regresso da sua segunda viagem de exploração à Terra Nova, em 1452. Terão sido descobertas em simultâneo, já que ambas se avistam mutuamente. A sua designação henriquina foi ilha de Santa Iria, mas também foi chamada de ilhéu das Flores, ilha da Estátua, ilha do Farol, ilha de São Tomás e ainda de ilha do Marco, tendo este nome persistido durante alguns séculos em razão de o monte do Caldeirão ser utilizado como uma referência geográfica para os marinheiros ou, e mais provavelmente, pelo facto de existir um pequeno promontório a que foi dado o nome de Ponta do Marco, local onde possivelmente terá sido erguido um padrão como era hábito então fazer-se nas novas terras descobertas.
Apesar da incerteza quanto à data precisa do achamento português da ilha, é seguramente anterior a 20 de janeiro de 1453, data em que Afonso V de Portugal fez doação de ambas as ilhas a seu tio, Afonso I, Duque de Bragança.
A primeira tentativa de povoamento do Corvo foi empreendida no início do século XVI por um grupo de 30 pessoas, lideradas por Antão Vaz de Azevedo, natural da ilha Terceira, que entretanto culminou com o seu abandono. O mesmo sucedeu com um grupo de povoadores, também oriundos da Terceira, liderados pelos irmãos Barcelos. Mais tarde, em meados do século, a 12 de novembro de 1548, Gonçalo de Sousa, capitão do donatário das ilhas das Flores e do Corvo, foi autorizado a mandar para ilha escravos – provavelmente mulatos, oriundos da ilha de Santo Antão, arquipélago de Cabo Verde – de sua confiança como agricultores e criadores de gado.
Em 1570 foi construída a primitiva igreja. Por volta de 1580, colonos das Flores fixam-se no Corvo, que, a partir de então passou a ser permanentemente habitada, dedicando-se a população à agricultura, à pastorícia e à pesca.

### Piratas e corsários
Apesar de seu isolamento, ao longo se sua história a ilha sofreu diversas incursões de corsários e piratas. Os corvinos, entretanto, souberam impor-se, muitas vezes aliando-se aos incursores e participando ativamente na sua atividade. Em troca de proteção e dinheiro, a ilha fornecia água, alimentos e homens, ao mesmo tempo que permitia tratar os enfermos e reparar os navios.
Em 1587, o Corvo foi saqueado e as suas casas queimadas pelos corsários ingleses, que haviam atacado as Lajes das Flores. No ano de 1632, a ilha sofreu duas tentativas de desembarque de piratas da Barbária, no local do atual cais Porto da Casa, que na altura ainda era apenas uma baía. Duzentos corvinos usaram tudo ao seu dispor para repelir os atacantes que acabaram por desistir com baixas. A imagem de Nossa Senhora do Rosário foi colocada na Canada da Rocha e daí, diz a lenda que ela protegeu a população das balas disparadas.
Foi o segundo pároco da ilha, o florentino Inácio Coelho, irmão do cronista frei Diogo das Chagas. Foi ele quem conseguiu que D. Martinho de Mascarenhas, 2.º capitão do donatário, assumisse o sustento do pároco, bem como a ele se deve a presumível redacção e divulgação dos fatos e atribuição à Virgem Maria do milagre da vitória dos corvinos sobre os piratas. A partir de então, a imagem passou a ser chamada de Nossa Senhora dos Milagres.
Em 1674 o lugar do Corvo foi elevado a paróquia, sendo o seu primitivo orago Nossa Senhora do Rosário. Antes dessa data, a ilha era visitada anualmente por um padre de Santa Cruz das Flores por ocasião da Quaresma. O primeiro pároco foi o faialense Bartolomeu Tristão.

### O século XVIII
No século XVIII, com a chegada dos barcos baleeiros norte-americanos à Ilha das Flores para recrutar tripulação e arpoadores, uma vez que os corvinos eram apreciados pela sua coragem, iniciou-se uma estreita relação com a América do Norte, que passou desde então a ser o destino de eleição para a emigração corvina e de onde chegaram praticamente todas as novidades à ilha, a qual manteve durante muito tempo uma relação mais estreita com Boston do que com Lisboa. A emigração clandestina era uma constante da vida da ilha, apesar dos esforços repressivos das autoridades portuguesas, preocupadas com a fuga ao serviço militar obrigatório e com a perda de mão-de-obra.
Os corvinos tinham de pagar tributo aos seus capitães do donatário e, a partir de 1759, com morte a 8.º duque de Aveiro e conde de Santa Cruz, à Coroa.

### O século XIX
No contexto da Guerra Civil Portuguesa (1828-1834), quando da ofensiva liberal do 7.º conde de Vila Flor (1831), a ilha reconheceu espontaneamente o governo liberal. Pouco depois, Pedro IV de Portugal elevou a povoação do Corvo à categoria de vila e sede de concelho (20 de junho de 1832). O decreto determinou que a nova vila se chamasse Vila do Corvo, e não Vila Nova como por vezes aparece grafado. Antes disso, esteve sob jurisdição de Santa Cruz das Flores, sendo uma das freguesias daquele concelho. Atualmente o dia 20 de Junho é feriado municipal.
Nesse contexto, Mouzinho da Silveira, impressionado pela quase escravidão em que vivia o povo do Corvo, obrigado a comer pão de junça para poder pagar o tributo a que se encontrava obrigado, propôs a redução, para a metade, do pagamento em trigo e anulou o pagamento em dinheiro, fazendo assim a felicidade dos corvinos. Manuel Tomás de Avelar foi o chefe delegação de corvinos que se dirigiu a Angra a fazer a petição, despertando, pela sua sabedoria e maneiras, o espanto da liderança liberal da Regência de Angra. A impressão foi tal que Mouzinho da Silveira, hoje homenageado como patrono da Escola Básica e Secundária da ilha, anos depois estipularia no seu testamento que gostaria de ser sepultado na ilha, "(...) cercado de gente que na minha vida se atreveu a ser agradecida". Por decreto datado de 14 de maio de 1832, e assinado em Ponta Delgada por D. Pedro IV, reduziu-se à metade (20 moios) o pagamento em trigo que os corvinos faziam a Pedro José Caupers, então donatário da Coroa, e eliminou-se o pagamento em dinheiro de 80 000 réis. Em contrapartida, a Coroa assumiu indemnizar o donatário. O tributo apenas foi completamente abolido em 1835.
Em 1886, o Governador Civil do Distrito da Horta, Manuel Francisco de Medeiros, quando visitou a Vila do Corvo indagou quais eram as suas aspirações. Foi-lhe pedido apenas uma Bandeira Nacional para saudar os barcos que por aqui passavam.
Durante as suas expedições oceanográficas ao Atlântico, o príncipe Alberto I do Mónaco visitou demoradamente a ilha no seu iate Hirondelle, recolhendo imagens fotográficas de extraordinário interesse, hoje no Museu Oceanográfico do Mónaco e apenas parcialmente publicadas.
A ilha foi também visitada em 1924 pelo escritor português Raul Brandão, que com a sua obra Ilhas Desconhecidas muito contribuiu para a mitificação das vivências dos habitantes do Corvo, criando a imagem de uma idílica república comunitária que persistiu até quase aos nossos dias.
A partir do início do século XIX assistiu-se ao crescimento constante da emigração para os Estados Unidos e Canadá, com um interregno entre 1925 e 1955, num processo que se prolongou até meados da década de 1980.

### Do século XX aos nossos dias
Em 1938 o Corvo teve pela primeira vez um médico residente, o dr. João Rodrigues Ferreira da Silva, que ali permaneceu até 1945. O atual centro de saúde da ilha ostenta o nome daquele médico.
De 1950 a 1954, O Corvo teve um outro médico residente, Álvaro de Sousa e Brito, que ali viveu com a sua mulher e duas filhas, uma das quais ali nasceu com a assistência do seu próprio pai. O Dr. Álvaro de Sousa e Brito, para além da sua atividade clínica onde de inclui a sua preciosa contribuição para erradicar as epidemias de tifóide na ilha, também contribuiu juntamente com o padre Leoneto Melo do Rego, para desenvolver a banda de música já existente. Para ajudar os rapazes da ilha a terem uma atividade desportiva, iniciou a prática do voleibol.
Na década de 1960 a população da ilha viveu em constante oposição ao regime florestal imposto sobre o baldio da ilha, regime esse que levou ao fim da produção de lã, fazendo desaparecer totalmente as ovelhas da ilha, e com elas as tradições ligadas à tosquia, cardagem, fiação e tratamento das lãs, antes aspetos centrais da cultura corvina.
Com a inauguração do tráfego aéreo comercial no Aeroporto da Ilha das Flores, em 27 de Abril de 1972, os corvinos começaram a sentir-se menos isolados do resto do mundo.
Em 28 de setembro de 1983 foi inaugurado o Aeródromo do Corvo, (código IATA: CVU) com uma pista de 800 metros de extensão. De início, as ligações aéreas entre o Corvo e a Terceira (Lajes) eram asseguradas por um avião CASA C-212 Aviocar da Força Aérea Portuguesa. A partir de 1991 esta aeronave foi substituída por um Dornier 228-212 da SATA Air Açores, fazendo as ligações com Santa Cruz das Flores, Horta e Terceira (Lajes). Em Julho de 2009 este avião foi substituído pelo Dash Q200 da Bombardier. O aeródromo é servido cinco dias por semana no período do Verão, e três dias por semana no de Inverno, podendo o número de voos ser alterado se a quantidade de passageiros assim o demandar.

## Monumentos e museus
A Igreja de Nossa Senhora dos Milagres, construída em 1795, veio substituir a primitiva ermida. Entre as imagens no seu interior são uma estátua da padroeira, obra flamenga do século XVI da escola de Malines, um Cristo em marfim e uma imagem em madeira de Nossa Senhora da Conceição.
A Casa do Espírito Santo, no típico Largo do Outeiro, foi fundada a 1871, seguindo a traça simétrica típica das Casas do Espírito Santo das ilhas das Flores e Corvo.
Junto ao aeródromo existem os moinhos de vento típicos do Corvo, classificados como imóveis de interesse municipal. Dos cerca de 7 moinhos que existiram na ilha, apenas 3 moinhos se mantêm em funcionamento, embora já não sejam utilizados para o fim para que foram construídos.
O casario da vila é também classificado como conjunto de interesse público.
Em duas casas tradicionais recuperadas foi instalado em 2007 o Ecomuseu do Corvo, um moderno centro interpretativo cultural e ambiental acerca da ilha, com espaço museológico e galeria para exposições temporárias.
O Miradouro do Pão de Açúcar, na elevação do Pão de Açúcar, é desfeiteado por uma lixeira a céu aberto.[carece de fontes?]
O Caldeirão é a cratera central da ilha, com lagoas e turfeiras. Foi ainda constituída ao abrigo da Diretiva Habitats e da Diretiva Aves o Sítio de Importância Comunitária Costa e Caldeirão do Corvo e a Zona de Protecção Especial da Costa e Caldeirão, hoje integrados no Parque Natural da Ilha do Corvo criado pelo Decreto Legislativo Regional n.º 56/2006/A, de 22 de Dezembro[ligação inativa].
A ilha possui dois farolins: um na Ponta Negra (desde 1910); o outro no Canto da Carneira, nas coordenadas geográficas 39º 42,98’ N e 031º 05,15’ W (desde 1965, agora inativo).

## Povoamento, demografia e política
A ilha do Corvo apresenta uma estrutura de povoamento muito diferente das restantes ilhas açorianas, apenas tendo paralelo no lugar da Ponta Ruiva e nalguns pequenos povoados da costa oeste da ilha das Flores. Em vez do tradicional povoamento ao longo de vias de comunicação, numa estrutura dispersa mas orientada, a Vila do Corvo anichou-se sobre a falésia que delimita o Porto da Casa, assumindo uma estrutura de grande densidade habitacional, assente sobre pequenas vielas, mais característica dos povoados medievais, do que do povoamento renascentista do Novo Mundo.
Note-se que para oeste do eixo que viário que do Porto passa no Jogo da Bola apenas existem edificações recentes, a vasta maioria do último quartel do século XX. Esta preferência por um povoamento de grande densidade, que obrigou homens e animais (porcos e galinhas) a partilharem o mesmo espaço, sem ao menos deixar terreno para as tradicionais hortas e quintais, parece determinado por duas condicionantes: a exiguidade do terreno e a sua propriedade (o que explica pouco, já que para oeste da vila existia amplo espaço); e fatores de ordem cultural e de procura de abrigo comum num ambiente varrido pelos ventos, o que explica a semelhança com a Ponta Ruiva, embora alguns autores também afirmem que foi uma forma de protecção contra os piratas, visto que as ruas estreitas eram de mais fácil defesa.
Qualquer que sejam os fatores determinantes, a Vila do Corvo apresenta todas as características de um povoado de montanha, ainda que construído à beira mar, e uma estrutura urbana que aponta mais para o norte de África do que para a Europa da Renascença.

## Demografia
A população registada nos censos foi:
| Distribuição da População por Grupos Etários | Distribuição da População por Grupos Etários | Distribuição da População por Grupos Etários | Distribuição da População por Grupos Etários | Distribuição da População por Grupos Etários |
| -------------------------------------------- | -------------------------------------------- | -------------------------------------------- | -------------------------------------------- | -------------------------------------------- |
| Ano                                          | 0-14 Anos                                    | 15-24 Anos                                   | 25-64 Anos                                   | > 65 Anos                                    |
| 2001                                         | 54                                           | 71                                           | 219                                          | 81                                           |
| 2011                                         | 61                                           | 34                                           | 264                                          | 71                                           |
| 2021                                         | 49                                           | 45                                           | 231                                          | 59                                           |

| Número de habitantes por Grupo Etário ** | Número de habitantes por Grupo Etário ** | Número de habitantes por Grupo Etário ** | Número de habitantes por Grupo Etário ** | Número de habitantes por Grupo Etário ** | Número de habitantes por Grupo Etário ** | Número de habitantes por Grupo Etário ** | Número de habitantes por Grupo Etário ** | Número de habitantes por Grupo Etário ** | Número de habitantes por Grupo Etário ** | Número de habitantes por Grupo Etário ** | Número de habitantes por Grupo Etário ** | Número de habitantes por Grupo Etário ** | Número de habitantes por Grupo Etário ** | Número de habitantes por Grupo Etário ** | Número de habitantes por Grupo Etário ** |
| ---------------------------------------- | ---------------------------------------- | ---------------------------------------- | ---------------------------------------- | ---------------------------------------- | ---------------------------------------- | ---------------------------------------- | ---------------------------------------- | ---------------------------------------- | ---------------------------------------- | ---------------------------------------- | ---------------------------------------- | ---------------------------------------- | ---------------------------------------- | ---------------------------------------- | ---------------------------------------- |
|                                          |                                          |                                          | 1900                                     | 1911                                     | 1920                                     | 1930                                     | 1940                                     | 1950                                     | 1960                                     | 1970                                     | 1981                                     | 1991                                     | 2001                                     | 2011                                     | 2021                                     |
| 0-14 Anos                                | 0-14 Anos                                | 0-14 Anos                                | 254                                      | 236                                      | 211                                      | 215                                      | 191                                      | 174                                      | 169                                      | 85                                       | n/d                                      | 70                                       | 54                                       | 61                                       | 49                                       |
| 15-24 Anos                               | 15-24 Anos                               | 15-24 Anos                               | 127                                      | 99                                       | 101                                      | 121                                      | 127                                      | 130                                      | 97                                       | 65                                       | n/d                                      | 48                                       | 71                                       | 34                                       | 45                                       |
| 25-64 Anos                               | 25-64 Anos                               | 25-64 Anos                               | 329                                      | 304                                      | 277                                      | 263                                      | 294                                      | 351                                      | 346                                      | 265                                      | n/d                                      | 179                                      | 219                                      | 264                                      | 231                                      |
| = ou > 65 Anos                           | = ou > 65 Anos                           | = ou > 65 Anos                           | 95                                       | 105                                      | 72                                       | 71                                       | 75                                       | 76                                       | 69                                       | 55                                       | n/d                                      | 96                                       | 81                                       | 71                                       | 59                                       |

- Número de habitantes "residentes", ou seja, que tinham a residência oficial neste concelho à data em que os censos se realizaram.	
  - De 1900 a 1950 os dados referem-se à população "de facto", ou seja, que estava presente no município à data em que os censos se realizaram. Daí que se registem algumas diferenças relativamente à designada população residente)

Ao longo dos últimos dois séculos a evolução da população do Corvo apresenta períodos distintos, essencialmento fruto das políticas de imigração dos Estados Unidos:
- 1800-1920 — Durante este período a população decresceu paulatinamente, passando dos quase 900 habitantes de 1864 até aos 661 de 1920, resultado da forte corrente migratória para os Estados Unidos, ligada à baleação da Nova Inglaterra, em cuja órbita a ilha se encontrava desde finais do século XVIII. Esta corrente migratória foi na maior parte constituída por jovens emigrantes clandestinos, resultado da política de restrição à emigração e de verdadeiro cerco para o recrutamento militar, que se mantinha mesmo quando a fome grassava devido à sobrepopulação da ilha. Apesar de ter sido uma constante durante todo o século XIX, a proibição da emigração não tinha na ilha quem a fizesse cumprir. A taxa de decréscimo da população neste período foi lenta, resultado do grande saldo fisiológico que compensava a emigração.
- 1920-1950 — A Primeira Guerra Mundial e depois a Grande Depressão da década de 1930, levaram ao estancar da corrente migratória, particularmente quando os Estados Unidos adoptaram o Johnson-Reed Act, fixando quotas que excluíam quase totalmente os cidadãos portugueses, restrição que se prolongou até depois da Segunda Guerra Mundial. Neste período, a paragem da emigração para a América, levou a um novo crescimento da população: em três décadas o número de corvinos subiu dos 661 para 728 em 1950, tendo sido ultrapassado em meados da década de 1950 os 800 residentes.
- 1950-1980 — Nas décadas de 1950 e 1960 a crescente pobreza, a que se veio juntar o endurecimento do recrutamento militar, consequência do dealbar da Guerra Colonial, criaram uma grande pressão demográfica, que encontrou novamente escape para os Estados Unidos em consequência da aprovação do Kennedy-Pastore Act.[12] O resultado foi o rápido declínio da população da ilha, que em 1981 atingia o seu mínimo dos últimos três séculos, com apenas 370 residentes.
- 1980- .... — A partir de meados da década de 1980, a tendência para o declínio inverteu-se, e a população voltou a crescer significativamente, o que diferencia o Corvo das restantes ilhas. A explicação para esta discrepância está na desproporcionada despesa pública na ilha, em particular a geração artificial de mais de meia centena de empregos pelo Município (que apesar de financiado pelo escalão mínimo da Lei das Finanças Locais, ainda assim recebe uma capitação desproporcionadamente grande face à exiguidade da população residente), e pela Escola Básica Integrada Mouzinho da Silveira, que com pouco mais de 40 alunos gerou uma quinzena de empregos entre docentes e funcionários de apoio. Com o investimento público a continuar alto, com a criação de mais empregos no Lar de Idosos e na estrutura de apoio social, é de esperar que a população cresça ao longo das próximas décadas.

O concelho do Corvo conta com 355 eleitores inscritos (Legislativas 2024). Votaram 266 eleitores, ou seja, 74.93% dos inscritos.

## Tradições, lendas e curiosidades
As festividades da ilha são a Festa do Divino Espírito Santo que acontece todos os anos no 7º Domingo depois da Páscoa faz-se o cortejo com missa solene e as sopas do Espírito Santo onde toda a população é convidada e no 2º fim-de-semana de Julho é que é a festa profana com arraial, tasca, artistas e convidados. havendo no Domingo mais uma vez o cortejo com coroações, o bodo de leite.
A Festa de São Pedro (24 a 26 de Junho), que acontece sempre no fim-de-semana mais próximo do dia 29 de Junho que é o dia de São Pedro e a festa da Sagrada família que ronda quase sempre o último fim-de-semana de Julho, a Festa e Romaria de Nossa Senhora dos Milagres (15 de Agosto) na qual se integra o Festival de Verão dos Moinhos, e também a festa da Senhora do Bom Caminho que costuma ser no 1º ou 2º fim-de-semana de Setembro.
Em 1938 foi fundada a Sociedade Filarmónica Lira Corvense. Realizava-se no 1.º Domingo de Maio e no 1.º Domingo de Setembro, a Festa do Fio ou Tosquia das Ovelhas, cuja tradição foi abandonada e ainda não foi recuperada. Gastronomicamente, são típicas as Couves da Barca, o Feijão Assado à Corvo, as tortas de Erva do Calhau, a broa de milho e o queijo típico local e molho-de-fígado. Do artesanato, destaca-se as barretas, mantas e as fechaduras de madeira.
Entre as lendas da ilha encontra-se a Lenda da Ermida de Nossa Senhora dos Milagres da ilha do Corvo e muito famosa lenda do Lenda do Cavaleiro da ilha do Corvo, já deu origens a livros.

### Sociedade Filarmónica Lira Corvense
A Sociedade Filarmónica Lira Corvense, é a única filarmónica que existe no Corvo, foi constituída a 4 de Novembro de 1938, começando a sua atividade a partir de Setembro do ano seguinte, 1939, a fazer atuações fora da Ilha, com deslocações frequentes principalmente à ilha das Flores, sua vizinha.
Esta filarmónica deste que foi constituída teve vários momentos de dificuldade na sua história, chegando mesmo a ver a sua atividade suspensa principalmente durante a década de 1950 a 1960 devido ao enorme surto de emigração que aconteceu para os Estados Unidos e para o Canadá, aliado o um Serviço Militar Obrigatório, imposto pela ditadura de Oliveira Salazar durante a Guerra Colonial Portuguesa, que levava para combater nas colónias grandes parte da juventude portuguesa, que afastava assim da ilha grande parte da juventude da ilha.
O grande impulso de desenvolvimento desta filarmónica aconteceu com a Autonomia do arquipélago dos Açores quando muitos benefícios económicos foram dados às filarmónicas por diferentes ilhas como forma de apoiar a cultura.
Assim os corvinos agarraram a oportunidade e não só reconstituíram a filarmónica, como criaram uma escola de música e deram início à compra de novos instrumentos.
Foi em 1991 que se deu a grande reativação da “Filarmónica Lira Corvense”. Foi neste ano que se criaram os estatutos próprios e se fez a eleição de uma Direcção.
Para este “ressurgir” da Filarmónica Lira Corvense muito também contribuiu a própria Câmara Municipal de Vila do Corvo com a sua colaboração quer a nível financeiro como logístico que chegou mesmo à cedência de uma sede.
Esta filarmónica apesar de não ter maestro próprio, costuma receber com alguma frequência maestros vindos de várias ilhas dos Açores e mesmo de diferentes partes do mundo. A exemplo disso são: o maestro Coelho da Silva, o maestro Manuel Tavares Pereira, o maestro José Amorim de Carvalho e o maestro ucraniano Valentim Mikos Yuri Pavtchinsky e recentemente o seu filho o maestro Vladimir Pavtchinsky.
A Filarmónica Lira Corvense é composta atualmente por 26 músicos, na sua grande maioria jovens. As atuações desta filarmónica tem sido destinadas principalmente a abrilhantar festas religiosas e profanas, bem como na apresentação de cumprimentos e em recepções a diversas individualidades que fazem a sua deslocação à ilha do Corvo.
Depois da sua reativação, as deslocações para fora da ilha tiveram início como uma deslocação à vizinha ilha Flores e em Agosto de 1997 com uma deslocação a Fall River, Estados Unidos, por ocasião das festas do Divino Espírito Santo, onde atuou para as comunidades portuguesas. Nesta deslocação teve como maestro e trompetista o Ucraniano Yuri Pavtchinsky.
Da direcção da Filarmónica em 2008 fazem parte: Raul Trindade – Presidente, Fernando Pimentel Câmara e João de Brito Rodrigues – Vogais, Isabel Maria A. Silva Cardoso – Secretária e Paula Cristina N. Emílio Dias - Tesoureira.

## Política

### Eleições autárquicas

#### Câmara Municipal
| Data | %       | V       | %      | V      | %       | V       | %       | V       | %      | V      | %       | V       | %   | V   |  |
| Data | PSD     | PSD     | PS     | PS     | CDS-PP  | CDS-PP  | APU/CDU | APU/CDU | PS-CDU | PS-CDU | PSD-CDS | PSD-CDS | PPM | PPM |  |
| ---- | ------- | ------- | ------ | ------ | ------- | ------- | ------- | ------- | ------ | ------ | ------- | ------- | --- | --- |  |
| Data | 1976    | 53,08   | 3      | 45,77  | 2       |         |         |         |        |        |         |         |     |     |  |
| 1979 | 61,06   | 5       |        |        |         |         |         |         |        |        |         |         |     |     |  |
| 1982 | 55,13   | 3       | 37,61  | 2      |         |         |         |         |        |        |         |         |     |     |  |
| 1985 | 61,44   | 3       | 33,05  | 2      | 2,54    | -       |         |         |        |        |         |         |     |     |  |
| 1989 | 48,21   | 2       | 48,61  | 3      | 0,80    | -       | 1,20    | -       |        |        |         |         |     |     |  |
| 1993 | 54,78   | 3       | PS-CDU | PS-CDU |         |         | PS-CDU  | PS-CDU  | 41,30  | 2      |         |         |     |     |  |
| 1997 | 44,49   | 3       | 41,54  | 2      | 11,76   | -       |         |         |        |        |         |         |     |     |  |
| 2001 | 24,32   | 1       | 30,48  | 2      | 44,18   | 2       |         |         |        |        |         |         |     |     |  |
| 2005 | PSD-CDS | PSD-CDS | 60,28  | 3      | PSD-CDS | PSD-CDS | 37,98   | 2       |        |        |         |         |     |     |  |
| 2009 | 31,41   | 1       | 64,98  | 4      |         |         |         |         |        |        |         |         |     |     |  |
| 2013 | 34,07   | 2       | 58,97  | 3      |         |         |         |         |        |        |         |         |     |     |  |
| 2017 | 27,55   | 1       | 61,89  | 4      |         |         |         |         |        |        |         |         |     |     |  |
| 2021 | PSD-CDS | PSD-CDS | 59,71  | 3      | PSD-CDS | PSD-CDS | 3,24    | -       | 34,89  | 2      | PSD-CDS | PSD-CDS |     |     |  |

### Eleições legislativas regionais
| Data | %       | V       | %     | V     | %       | V       | %       | V       | %         | V         | %       | V       | %       | V       | %     | V    | %     | V  | %       | V       | %       | V       | %   | V   | %   | V   | %   | V   | %   | V   |  |
| Data | PSD     | PSD     | PS    | PS    | CDS-PP  | CDS-PP  | PDA     | PDA     | PCTP/MRPP | PCTP/MRPP | APU/CDU | APU/CDU | UDP     | UDP     | AD-A  | AD-A | BE    | BE | PPM-PDA | PPM-PDA | PSD-CDS | PSD-CDS | PPM | PPM | PAN | PAN | MPT | MPT | PDR | PDR |  |
| ---- | ------- | ------- | ----- | ----- | ------- | ------- | ------- | ------- | --------- | --------- | ------- | ------- | ------- | ------- | ----- | ---- | ----- | -- | ------- | ------- | ------- | ------- | --- | --- | --- | --- | --- | --- | --- | --- |  |
| Data | 1976    | 51,27   | 1     | 47,27 | 1       |         |         |         |           |           |         |         |         |         |       |      |       |    |         |         |         |         |     |     |     |     |     |     |     |     |  |
| 1980 | 52,52   | 1       | 42,02 | 1     | 2,10    | -       | 0,84    | -       | 0,84      | -         |         |         |         |         |       |      |       |    |         |         |         |         |     |     |     |     |     |     |     |     |  |
| 1984 | 57,76   | 1       | 34,05 | 1     |         |         |         |         |           |           | 5,17    | -       | 0,43    | -       |       |      |       |    |         |         |         |         |     |     |     |     |     |     |     |     |  |
| 1988 | 41,60   | 1       | 47,90 | 1     | 2,52    | -       | 5,46    | -       |           |           |         |         |         |         |       |      |       |    |         |         |         |         |     |     |     |     |     |     |     |     |  |
| 1992 | 42,11   | 1       | 34,01 | 1     | AD-A    | AD-A    | 1,62    | -       | 16,19     | -         | 2,43    | -       | AD-A    | AD-A    |       |      |       |    |         |         |         |         |     |     |     |     |     |     |     |     |  |
| 1996 | 32,93   | 1       | 29,27 | -     | 35,77   | 1       |         |         |           |           |         |         |         |         |       |      |       |    |         |         |         |         |     |     |     |     |     |     |     |     |  |
| 2000 | 31,83   | 1       | 32,53 | 1     | 31,14   | -       | PPM-PDA | PPM-PDA | 0,00      | -         | 4,15    | -       | PPM-PDA | PPM-PDA |       |      |       |    |         |         |         |         |     |     |     |     |     |     |     |     |  |
| 2004 | PSD-CDS | PSD-CDS | 49,44 | 1     | PSD-CDS | PSD-CDS |         |         | 0,37      | -         |         |         |         |         | 36,06 | 1    | 11,15 | -  |         |         |         |         |     |     |     |     |     |     |     |     |  |
| 2008 | 12,98   | -       | 31,58 | 1     | 24,56   | -       | 0,00    | -       | 1,05      | -         | 0,35    | -       |         |         | 26,32 | 1    |       |    |         |         |         |         |     |     |     |     |     |     |     |     |  |
| 2012 |         |         | 41,03 | 1     | 19,41   | -       | 1,47    | -       | 1,47      |           | 1,47    | -       | 31,50   | 1       |       |      |       |    |         |         |         |         |     |     |     |     |     |     |     |     |  |
| 2016 | 26,17   | -       | 36,72 | 1     |         |         |         |         | 1,56      | -         | 0,39    | -       | 32,03   | 1       | 0,78  | -    | 0,00  | -  | 0,00    | -       |         |         |     |     |     |     |     |     |     |     |  |
| 2020 | 22,30   | -       | 35,19 | 1     | AD-A    | AD-A    | 0,70    | -       | 40,07     | 1         | 0,00    | -       | AD-A    | AD-A    |       |      |       |    |         |         |         |         |     |     |     |     |     |     |     |     |  |

## Economia
O sector primário é a principal área de actividade económica da ilha. A área agrícola ocupa cerca de 17,5% da área do concelho. O cultivo é praticado em pequenas explorações, destacando-se as culturas forrageiras, as culturas permanentes de batata e citrinos, as culturas temporárias de cereais para grão – especialmente milho, as culturas hortícolas intensivas, os prados, as pastagens permanentes e os prados temporários.
A pecuária é a principal actividade económica do sector primário, em que os bovinos, os suínos e as aves constituem as principais espécies de criação. O queijo e os lacticínios são os principais produtos. A pesca é também importante.

## Ambiente e conservação da natureza
O Corvo apresenta uma densidade florestal muito baixa – de 0,6%, que corresponde a uma área de 1 hectare, salientando-se as seguintes espécies: cedro-do-mato, criptoméria e loureiros.
O concelho começa a apostar no turismo (sector terciário), oferecendo como principais actividades e atracções turísticas a volta à ilha de barco, mergulho, pesca submarina, passeios pedonais na ilha, com destaque para a subida ao Caldeirão. Existem boas condições de alojamento na ilha, com uma moderna unidade hoteleira recentemente inaugurada.
Esta ilha foi declarada no mês de Setembro de 2007 como Reserva da Biosfera pela UNESCO, na sequência de uma candidatura apresentada para esse fim pelo Governo Regional dos Açores. Esta importante classificação confirma a qualidade da biosfera desta ilha que muito variada possuindo uma rica variedade de biotopos típicos da macaronésia. Esta classificação foi aprovada pelo Bureau do Conselho Internacional de Coordenação do programa da UNESCO que reuniu em Paris.

## Ornitologia
O Corvo é considerada um local excelente para a observação de aves dada a grande diversidade de espécies existente aliada ao facto de receber indivíduos de espécies que fazem parte das principais rotas migratórias da América do Norte e da Europa e que ficam desorientados por causa de tempestades. Tudo isto aliado ao facto de a natureza se encontrar bem conservada.
Assim ao longo do ano a ilha recebe dezenas de ornitólogos que se deslocam pelos trilhos pedestres com a finalidade de observar e estudar as aves em transito que procuram a ilha para descanso e alimento, especialmente aqueles que utilizam a Lagoa do Caldeirão ou mesmo a flora endémica típica da Macaronésia.

## Caminhos pedestres do Corvo
- Caminho pedestre composto pelo percurso Caldeirão, Ponta do Marco e Cancela Nova (PR2COR).

Este percurso pedestre desenvolve-se em duas zonas de protecção especial da natureza. Uma zona classificada Zona Especial de Conservação (ZEC), nos termos da Directiva Habitats, dada a riqueza da flora carregada de plantas endémicas da Macaronésia que constituem um habitante único na ilha.
Este caminho pedonal, um dos mais extensos dos vários criados pela Câmara Municipal do Corvo, desenvolve-se ao longo do Serrão Alto e do Espigãozinho tem uma extensão de 5,30 quilómetros e que se inicia junto ao Miradouro do Caldeirão e tem o seu fim no local denominada Cancela do Pico.
Caracteriza-se por ter um grau de dificuldade elevado para os pedestres, devido principalmente às características acidentadas das veredas e atalhos percorridos, mas também por parte do percurso ser próximo de altas falésias, algumas com cerca de 700 metros de altitude, e também pela presença ocasional e repentina de nevoeiros que surgem devido à altitude.
A realização deste percurso só é aconselhada pelo município na presença de um guia de campo, facto pelo qual não se encontra sinalizado.
O trilho estende-se pelo elevado cume do Caldeirão, tendo de um lado a brilhante Lagoa do Caldeirão a cintilar no fundo de uma cratera que roda os 300 metros de profundidade e do outro o mar no fundo de uma falésia que atinge em alguns pontos os 700 metros e que constitui a falésia mais alto do seu tipo em todo o Atlântico Nordeste.
O percurso acompanha várias formações geológicas de grande interesse para a espeleologia e para petrografia ao permitir-nos ler as fazes geológicas da formação da ilha. É de salientar a presença de vários cones vulcânicos.
O pedestre ao chegar à parte mais escarpada do Caldeirão é obrigado a descer o trilho que se dirige a norte e desce a encosta norte da montanha abrindo uma imensa paisagem cuja amplitude se estende por um horizonte de mar e se queda no local denominado Ponta do Marco e numa pequena praia, a esquerda, encaixada na falésia.
Neste ponto o percurso segue ao longo da falésia, por uma vereda muito acidentada, sendo que os pedestres são aconselhados a não se chegar muito à beira da falésia. É por aqui possível matar a sede numa fonte de água potável que se encontra a meia encosta.
Mais a frente a paisagem altera-se e o caminhante envereda por um caminho de terra ladeado por abundantes bardos de hortênsias (Hydrangea macrophylla) que em comparação com a paisagem anterior, aconchegam o caminhante. Este caminho leva o caminhante ao local da Cancela do Pico, onde o trilho termina.
- Caminho pedestre composto pelo percurso denominado Cara do Índio (PR1COR).

Este percurso que se eleva até cerca de 400 metros de altitude, encontra-se devidamente assinalado e tem um indicie de dificuldade considerado médio, estende-se pelo espaço compreendido entre o Morro da Fonte, Urzea e Pão de Açúcar, ao longo do limite de duas zonas de protecção especial da natureza. Uma zona classificada como Zona de Interesse Especial, (ZIE) e outra classificada como Sítio de Interesse Comunitário (SIC) dada a riqueza da flora carregada de plantas endémicas da Macaronésia que constituem um habitante único na ilha.
Este caminho pedonal tem uma extensão de 3,5 quilómetros e tem o seu início junto ao local denominado Cova Vermelha, vindo a findar na Vila do Corvo. Este caminho atravessa antigos caminhos rurais, canadas rodeadas por muros de pedra e dirige-se para a costa até chegar junto à alta falésia que margina a terra do mar.
Quando o caminhante encontra este ponto deve voltar à direita na trilha e aproximar-se da fronteira entre a terra e o mar sendo-lhe assim permitido ver uma obra escultória feita pela natureza que ao longo se séculos de constante luta entre os elementos, a terra, o mar e o vento fez esculpir no duro basalto o que os habitantes acreditam ser a cara de um índio.
Deste ponto deve voltar-se para trás parte do caminho, seguindo sempre, no entanto junto da falésia de forma a poder ter a noção da imensa arriba e a encontrar uma velha canada que deverá seguir para volta à Vila do Corvo.
Ao longo desta parte do percurso encontram-se pelo caminho antigos abrigos usados pelos lavradores para abrigarem os gados e por vezes a si mesmos das inclemências de um clima de altitude. Encontra-se também curiosas formações geológicas cuja origem se perde na formação da própria ilha e que devido aos milhares de anos de existência se encontram amaciadas pela erosão.
É também de referenciar a existência de típicos bebedores de animais, específicos desta ilha.
Ao atravessar este percurso o caminhante vai encontrar uma curiosa vegetação endémica típica da Macaronésia onde proliferam grandes aglomerados de briófitas, formações musgosas de grandes dimensões e aglomerados de Cedro-do-mato (Juniperus brevifolia).

## Geminações
A Vila do Corvo é geminada com a seguinte cidade:
- Turlock, Califórnia, Estados Unidos

## Imagens

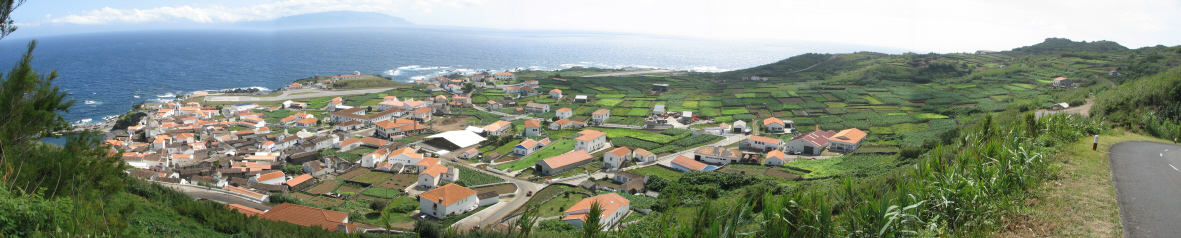
Vila do Corvo, a única povoação da ilha do Corvo, vista do miradouro. No horizonte avista-se a ilha das Flores.

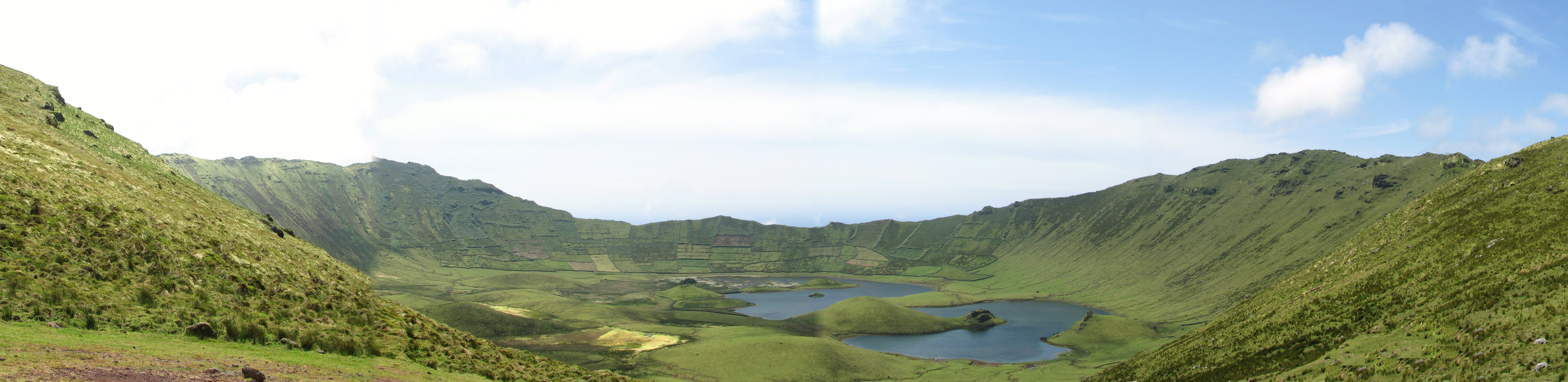
Vista panorâmica do famoso Caldeirão da ilha do Corvo, com as suas lagoas e turfeiras.